# Helmstedter Straße 3 (Magdeburg)

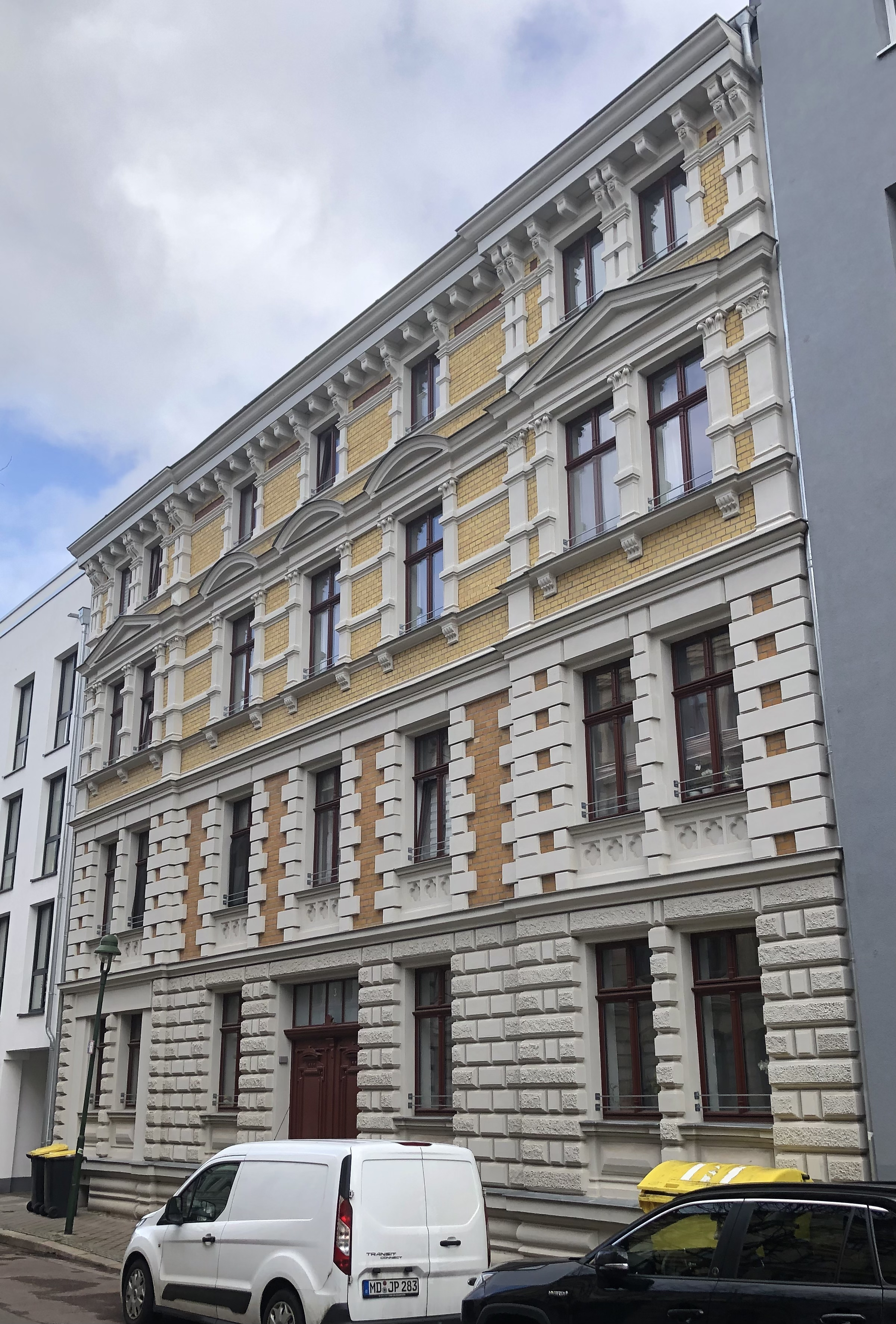
Haus Helmstedter Straße 3 im Jahr 2022

Helmstedter Straße 3 ist ein denkmalgeschütztes Wohnhaus im Magdeburger Stadtteil Sudenburg in Sachsen-Anhalt.

## Lage
Das Gebäude befindet sich auf der Ostseite der Helmstedter Straße nahe deren südlichem Ende und gehört auch zum Denkmalbereich Helmstedter Straße 5–13, 53–55, 57–61.

## Architektur und Geschichte
Der viergeschossige Bau entstand im letzten Drittel des 19. Jahrhunderts. Die siebenachsige, ausgeprägt horizontal gegliederte Fassade des repräsentativ gestalteten Ziegelgebäudes ist im Stil der Neorenaissance ausgeführt. Die beiden äußeren Achsen treten jeweils als flache Seitenrisalite hervor. Am Erdgeschoss befindet sich eine Rustizierung, die an die Gestaltung eines italienischen Stadtpalais aus der Zeit der Renaissance erinnert. Oberhalb der Fensteröffnungen des zweiten Obergeschosses befinden sich in den mittleren drei Achsen Fensterverdachungen in Form von Segmentgiebeln. Die beiden äußeren Achsen werden auf jeder Seite durch einen Dreiecksgiebel zusammengefasst. Das Dach kragt weit vor und ruht auf Konsolsteinen. 
Im örtlichen Denkmalverzeichnis ist das Wohnhaus unter der Erfassungsnummer 094 82041 als Baudenkmal verzeichnet.
Das Gebäude gilt als Bestandteil der gründerzeitlichen Straßenbebauung als städtebaulich und stadtgeschichtlich bedeutend.